# Фазил Сай
Фазил Сай (тур. Fazıl Say; 14 січня 1970, Анкара, Туреччина) — турецький композитор та піаніст.

## Із життєпису
Син музикознавця Ахмеда Сая й онук художниці Зехри Сай. У дитинстві почав грати на духових інструментах для терапії вуст. Згодом вже грав на фортепіано, в 11 років вступив до консерваторії в Анкарі. У 14 років створив перші музичні композиції. У 1987 році розпочав навчання у Дюссельдорфській консерваторії, згодом — у Берлінському університеті мистецтв. Світове визнання здобув у 1994 році.
Давав концерти з колективами Нью-Йоркської, Санкт-Петербурзької, Амстердамської, Віденської, Чеської, Ізраїльської філармоній, Французьким національним оркестром, «Токійською симфонією». У 2007 році грав просто неба для 20 тисяч глядачів на завершальному концерті флорентійського фестивалю, разом із оркестром Флоренції, яким керував Зубін Мета. У 2008 році призначений «послом культури» Європейського Союзу.
Відзначав відчутність свободи слова у Туреччині, виступав проти соціальної політики консервативного ісламського уряду Ердогана, через що переслідувався, були вимоги покинути батьківщину. Зокрема турецька «Партія справедливості та розвитку» негативно сприймає симфонію № 2 «Месопотамія», де звертається увага на невирішені проблеми курдів у Туреччині. 15 квітня 2010 року засуджений у Туреччині за богохульство на 10 місяців умовно.